# REMASTERED TRACKS ROCKMAN ZERO Telos
REMASTERED TRACKS ROCKMAN ZERO ΤΕΛΟΣ（リマスタートラック ロックマンゼロ・テロス）は、ロックマンゼロ3において使用されていたBGMのアレンジや、ロックマンゼロシリーズの隠しエピソード『ZERO Chronicles 史篇[青き生命の帰還]』を収録したサウンドトラック。テロスは、ギリシャ語で「終わり」を意味する。

## 収録曲
- （）内は日本版タイトル

### Créer Disc
1. Title III （タイトル3）
2. Neo Arcadia March （ネオ・アルカディア・マーチ）
3. Forbidden Ark （忌わしき箱船）
4. Break Out （ブレークアウト）
5. Darkness over World （暗澹）
6. Exiled One —Omega— （追放されしモノ-オメガ）
7. Omega Battle （オメガバトル）
8. Curse of Vile （怨讐の科学者）
9. Result of Mission III （リザルト3）
10. Prismatic （プリスマティック）
11. Visor Eyes （バイザー・アイズ）
12. Volcano （ボルケノ）
13. Water City （ウォーター・シティ）
14. Reborn Mechanics （リボーン・メカにクス）
15. Old Life Space （オールド・ライフ・スペース）
16. Créer and Prier （クリエとプリエ）
17. Crash III （クラッシュ3）
18. Final Count Down （ファイナルカウントダウン）
19. Omega Missile （オメガミサイル）
20. Darkelf —Arrange— （ダークエルフ -Arrange-）
21. For Endless Fight III （果てしなき戦いへ3）
22. Sand Triangle II （サンド・トライアングル2）
23. Infiltration II （潜入2）
24. Neo Arcadia III （ネオ・アルカディア3）
25. Cold Smile （冷めた微笑）
26. Trail on Powdery Snow （パウダー・トレイル）
27. Submerged Memory （水没した記憶）
28. High-Speed Lift （ハイ・スピード・リフト）

### Prier Disc
1. Hell's Gate Open （ヘルズゲイト）
2. Scrapped Beat （スクラップ・ビート）
3. Judgement Day （ジャッジメント・デイ）
4. Return to Zero （ゼロ／リターン）
5. Apocalypse Now （魔神降臨）
6. Cannon Ball （キャノンボール）
7. I, 0 Your Fellow （あなたはゼロ）
エンディング。
8. Everlasting Red （紅き伝説）
スタッフロール曲。
9. Labo —System-a-Ciel— （ラボ-システマ・シエル）

- ZERO Chronicles 史篇[青き生命の帰還] -
1. Retrospect1_Elf War （思／妖精戦争）
サイバーエルフとなったエックスの回想として、妖精戦争終盤のオメガとの最終決戦や、ゼロの封印が語られるエピソード。
2. Record1_Clockwork Apple （史／禁忌）
ロックマンゼロ2に登場したエルピスが「TK31」と番号で呼ばれる都市管理局員レプリロイドだった頃のエピソード。
3. Record2_Irregular Passion （史／希望）
「プロジェクト・エルピス」の全貌を垣間見たTK31が、エルピスを名乗ってレジスタンスに参加するまでを描いたエピソード。
4. Decision_Eight Gentle Judges （司／より良き選択）
バイルによって改造される前のバイル八神官が、自分たちの審議とネオ・アルカディアのこれからをハルピュイアと共に話し合うエピソード。
5. Diary_Alouette's Good Day （誌／アルエットがゆく！）
2体のベビーエルフにアルエットが「クリエ」「プリエ」と名付けるまでの過程を描いたエピソード。
6. Will1_Vile Numbers （志／厄災来たれり）
ハルピュイア目線で語られる、ネオ・アルカディア四天王がオメガに敗れた直後のエピソード。
7. Will2_Light and Shadow （志／彷徨える魂）
自爆してサイバーエルフと化したファントムが、サイバーエルフXからゼロへの助力を求められるエピソード。
8. Will3_Stand and Fight （志／誰が為に）
オメガに敗北したファーブニルとレヴィアタンが、サイバー空間にてエックスやファントムと邂逅するエピソード。
9. Will4_With Our Justice （志／反撃）
傷が癒えたネオ・アルカディア四天王が再集結するエピソード。
10. Retrospect2_Dream's Never End （思／魂、幾星霜）
再びサイバー空間で眠りに着こうとするエックスの思いが語られるエピソード。

## ラインナップ

### 作曲
- 山田一法 （Disc1 - 1～11、14、16～28 / Disc2 - 1～8）
- 鈴木マサキ （Disc1 - 12、13、15）
- 梅垣ルナ （Disc1 - 20 / Disc2 - 9）
- 栗原務 （Disc1 - 22）
- 友澤眞 （Disc2 - 2）

### 編曲
- III （Disc1 / Disc2 - 1～9）

### シナリオ （ZERO Chronicles）
- Noboru Honda
- Takayuki Inoue

### III：サウンドクリエイトユニット
- 山田一法 - キーボード、サウンドエフェクト、プログラミング
- 梅垣ルナ - キーボード、プログラミング、アレンジ
- 栗原務 - ギター、プログラミング
- 鈴木マサキ - ギター、サウンドエフェクト （Disc1 - 12、13、15）

### キャスト （ZERO Chronicles）
- 風間勇刀 - ゼロ
- 田中理恵 - シエル
- 緒方恵美 - ハルピュイア、ジョーヌ
- 中井和哉 - ファーブニル
- 今井由香 - レヴィアタン、ルージュ
- 稲田徹 - ファントム
- 水島大宙 - サイバーX
- 広橋涼 - アルエット
- 西川幾雄 - アンドリュー
- カシワクラツトム - TK31
- 江川央生 - トレテスタ・ケルベリアン、HE22
- 矢薙直樹 - キュービット・フォクスター
- 広津佑希子 - チルドレ・イナラビッタ
- 平井啓二 - デスタンツ・マンティスク
- 藤本たかひろ - 博士
- 柿原徹也 - 側近